# Thomas Alfred English
Thomas Alfred English (født 9. december 1819 i København, død 14. april 1889 sammesteds) var en dansk ingeniør.
Han stammede fra en gammel engelsk familie. Faderen, Thomas English (1773-1835), bosatte sig i Danmark i begyndelsen af 1800-tallet, ægtede justitsråd Berths yngste datter, Cicilie Marie Berth (1799-1863), og endte sine dage som bestyrer af Leren Kobberværk i Norge. Ved faderens død kom den femtenårige søn til Flensborg, blev lærling i en maskinfabrik, senere maskinmester på et dampskib og derefter værkfører i en londonsk fabrik. Under dette arbejdsomme liv uddannede han sig i teoretisk henseende ved selvstudium og oprettede i 1849 sammen med Carl Julius Hanssen ingeniørfirmaet English & Hanssen i København, der i 1852 i Odense byggede det første kommunale vand- og gasværk her i landet og senere vandværker og gasværker i en række danske og svenske byer. Foruden til forskellige fabrikker, udtørringer og lignende anlæg lagde firmaet planen til det i Birmingham i 1880'erne udførte store anlæg til fordeling af kraft fra en centralstation ved hjælp af komprimeret luft, hvilket har tiltrukket sig megen og fortjent opmærksomhed. 1861 blev han Ridder af Dannebrog.
10. juni 1852 ægtede English i Odensen Johanne Regine Nathalie Allerup (12. marts 1830 på Frederiksberg – 24. januar 1904 sammesteds), datter af snedker, senere jernstøber M.P. Allerup og hustru. Han endte sit virksomme og hæderlige liv i København 14. april 1889.
Han er begravet på Frederiksberg Ældre Kirkegård.